# 2019-es európai parlamenti választás Máltán
Az Európai Unió (EU) legkisebb országa, Málta 6 európai parlamenti (EP) képviselőt választott 2019. május 25-én.

## Választási szabályok
Máltán (és Írországban) más uniós országoktól eltérően az európai parlamenti választáson nem zárt, hanem  félig nyitott listára szavaznak. A választó csak a választáson résztvevő pártok egyetlen általa kiválasztott pártlistájára szavazhat, de ezen a listán szereplő jelöltek közül, sorba állítva azokat, akár több jelöltre is. Máltán a választási korhatár 16 év, és a szavazásra jogosult máltai polgárok száma közel 350 ezer.

## Listaállítás
A két legnagyobb 1921-ban alakult tradicionális máltai párt az Munkáspárt és a Nemzeti Párt mellett további hat párt állított pártlistát. A Munkáspárt az S&D pártcsalád tagja míg a Nemzeti Párt az Európai Néppártot erősíti. A félig nyitott listára tekintettel, nincs értelme listavezetőt, egyáltalán a listákon sorrendet felállítani. A Munkáspárt listáján 14 jelölt, a  Nemzeti Párt listáján 7 jelölt van.